# Oded Kattash
Oded Katash o Kattash (nacido el 10 de octubre de 1974 en Giv'atayim, Israel) es un exbaloncestista israelí, considerado uno de los mejores jugadores europeos de su época y cuya carrera se vio truncada por una lesión cuando solo tenía 25 años. Jugaba en el puesto de base. Actualmente es entrenador del Maccabi Tel Aviv de la Ligat Winner y de la Selección de baloncesto de Israel.

## Trayectoria como jugador
Fue uno de los grandes jugadores de baloncesto europeos de los 90, jugando en equipos como el Maccabi de Tel Aviv israelí o el Panathinaikos griego (con el que ganó la Euroliga en el año 2000).
Estuvo a punto de ser el primer israelí en jugar en la NBA, sin embargo, el lockout del 98 le impidió fichar por equipos NBA a principios de temporada, por lo que decidió regresar al Maccabi a pesar de que los New York Knicks le aseguraban un contrato cuando se levantara el cierre patronal de la liga, que impedía realizar movimientos administrativos por motivo de la huelga.
En el año 2000, tras conseguir la Euroliga con el Panathinaikos y cuando los New York Knicks volvían a la carga para hacerse con sus servicios (al igual que los equipos más poderosos de Europa), sufrió lo que en principio parecía una lesión leve de rodilla. Sin embargo, terminó costándole la retirada tras varias operaciones con solo 25 años de edad.
Su carrera como jugador se prolongó durante diez años, pero terminó prematuramente debido a una lesión. 
Después de retirarse seguiría ligado el baloncesto, entrenando a diversos equipos de su país y como asistente de la selección nacional de Israel.

## Trayectoria como entrenador
En 2004 comenzaría su trayectoria como entrenador dirigiendo a equipos de Israel como Hapoel Galil Elyon, Maccabi Tel Aviv, Hapoel Gilboa Galil, Hapoel Eilat en dos etapas diferentes y Hapoel Tel Aviv B.C.
En 2018 se convierte en entrenador de la Selección de baloncesto de Israel.
En 2018 Kattash regresa al entrenaría al Hapoel Jerusalem B.C., al que ya había dirigido en la temporada 2010–2011. En su segunda etapa lo entrenaría desde 2018 a 2021, conquistando tres Copas de Israel.
El 7 de enero de 2021, firma por el Panathinaikos B. C. de la A1 Ethniki hasta 2022, para sustituir al despedido Vovoras.
El 19 de junio de 2022, firma por el Maccabi Tel Aviv de la Ligat Winner.

## Clubs como jugador
- 1993-1995 :  Maccabi Ramat Gan
- 1995-1998 :  Maccabi Tel Aviv
- 1998-2001 :  Panathinaikos Atenas

## Clubs como entrenador
- 2004–2007:	Hapoel Galil Elyon
- 2007–2008:	Maccabi Tel Aviv
- 2008–2010:	Hapoel Gilboa Galil
- 2010–2017:	Selección de baloncesto de Israel (asistente)
- 2010–2011:	Hapoel Jerusalem BC
- 2012–2014:	Hapoel Eilat
- 2014-2015 :  Hapoel Tel Aviv B.C.
- 2015-2017 :  Hapoel Eilat
- 2018-2021 :  Hapoel Jerusalem B.C.
- 2018-Actualidad : Selección de baloncesto de Israel (entrenador)
- 2021-2022 : Panathinaikos B. C.
- 2022–Actualidad:	Maccabi Tel Aviv

## Palmarés
- Euroliga 2000: Panathinaikos Atenas
- 2 Ligas de Grecia, con el Panathinaikos Atenas:  1999-00, 2000-01.
- Campeón de la Liga de Israel 1996, 1997, 1998: Maccabi
- Copa de Israel 1998: Maccabi